# یواس‌اس امری (دی‌یی-۲۸)
یواس‌اس امری (دی‌یی-۲۸) (به انگلیسی: USS Emery (DE-28)) یک کشتی بود. این کشتی در سال ۱۹۴۳ ساخته شد.